# Заксль, Фриц
Фридрих «Фриц» Заксль (нем. Friedrich „Fritz“ Saxl; 8 января 1890, Вена — 22 марта 1948, Далвич, Лондон) — австрийский и британский историк искусства; представитель венской школы иконологии, был сотрудником и последователем Аби Варбурга, основатель Института Варбурга в Гамбурге; успешно перенёс уникальную библиотеку Варбурга в Англию после прихода к власти в Германии национал-социалистов.

## Биография
Фридрих Заксль родился 8 января 1890 года в семье венского судебного адвоката Игнаца Заксля; Фридрих рос в состоятельной еврейской семье. В то время как его бабушка и дедушка были ортодоксальными иудаистами, его отец сменил конфессию — хотя и не отрицал своих иудейских корней. Фридрих Заксль принял католичество в 1908 году.
Фридрих изучал археологию и историю в университетах Вены, Берлина и Рима. В Вене он входил в узкий круг учеников Франца Викхоффа, Юлиуса фон Шлоссера и Макса Дворжака; в Берлине прослушал курс лекций выдающегося швейцарского историка и теоретика искусства Генриха Вёльфлина.
В возрасте двадцати двух лет Фриц Заксль, под руководством М. Дворжака, представил к защите диссертацию о творчестве Рембрандта. Незадолго до этого Заксль лично познакомился с Аби Варбургом и стал его убеждённым последователем. В 1912—1913 годах он завершил учебный год в Риме, где занимался анализом средневековых текстов по мифологии и астрологии — его пребывание в итальянской столице стало возможным благодаря стипендии от римского Института исторических исследований Австрии
Получив назначение в гамбургскую библиотеку, Заксль переехал в Гамбург, где начал работать научным сотрудником у Аби Варбурга — в его библиотеке по наукам о культуре.
Во время Первой мировой войны Фриц Заксль был призван в действующую австрийско-венгерскую армию, где служил офицером (лейтенантом) на итальянском фронте; в последние два года войны он был армейским инструктором. После войны в качестве части программы народного просвещения и развития культуры организовывал художественные выставки в Вене.
В 1913 году Заксль женился на Элизе Биненфельд (1893—1966). В 1919 году Заксль вернулся к Варбургу, который к тому моменту уже был тяжело болен и вплоть до 1924 года находился в швейцарской неврологической клинике Людвига Бинсвангера в Кройцлингене: так Заксль, вместе со своей коллегой Гертрудой Бинг, стал руководителем библиотеки, которая насчитывала около 20 000 томов. В 1920-х годах он сначала был принят приват-доцентом в Гамбургский университет, где затем стал адъюнкт-профессором и оставался в этой должности до 1933 года.
Заксль сумел предвидеть, что приход к власти в Германии национал-социалистов представляет угрозу для академической науки: он поддержал учёных, которых стали преследовать в Австрии и вступил в контакт с британским коллекционером и меценатом Сэмюэлем Курто, в надежде сохранить библиотеку Варбурга. В результате он сам переехал в Англию и в 1940 году получил британское подданство. В декабре 1933 года фонды «Библиотеки Варбурга», насчитывавшие 60 000 томов по различным областям знания, усилиями его друзей и учеников, были спасены от нацистов и переправлены из Гамбурга в Лондон. К 1944 году библиотека Варбурга официально стала частью библиотеки Лондонского университета в составе «Института Варбурга». Она также была включена в Институт искусств Курто при Лондонском университете, частью которого она является по сей день.
В 1944 году Фриц Заксль был избран членом Британской академии. До смерти, наступившей в марте 1948 года, усилия Заксля были, в основном, сосредоточены на сохранении библиотеки Варбурга и памяти о выдающемся немецком исследователе.

## Научное творчество и развитие иконологического метода изучения искусства
В «Институте Варбурга» в Лондоне помимо Ф. Заксля работали ученики и последователи Варбурга: Рудольф Виттковер, Эдгар Винд, Энтони Блант, Отто Курц. Вместо выходивших в Германии периодических изданий «Studien» (Исследования) и «Vorträge» (Доклады) Заксль стал издавать «Журнал Института Варбурга» (Journal of Warburg Institute). Поскольку все немецкие в той или иной степени были филологами они легко перешли на английский язык.
Постепенно Заксль покинул свою первоначальную область научных интересов — искусство эпохи барокко и стал исповедовать основную концепцию Аби Варбурга, полагавшего, что в истории искусства продолжают существовать древние мифологические и художественные архетипы, принимающие всё новые и новые формы. В 1941 году Р. Виттковер и Ф. Заксль организовали в Лондоне выставку «Английское искусство и Средиземноморье». В 1946 году Заксль вместе с историком искусства Ричардом Краутхаймером и археологом Карлом Леманом создал «Перепись античных произведений искусства и архитектуры, известных в эпоху Возрождения» (Census of Antique Works of Art and Architecture Known in the Renaissance).

## Основные публикации
- Vorträge der Bibliothek Warburg. (Hg. von Fritz Saxl). 1921—1931 (9 Bde.)
- Studien der Bibliothek Warburg. (Hg. ders.). 1922—1932 (21 Bde.)
- Verzeichnis astrologischer und mythologischer illustrierter Handschriften des lateinischen Mittelalters. Bd. 1, Heidelberg: C. Winter, 1915. Bd. 2; Heidelberg: C. Winter, 1927. [Bde. 3 u. 4 hrsg. von Meier, Hans, and Bober, Harry, and McGurk, Patrick]
- A Heritage of Images: A Selection of Lectures by Fritz Saxl. Introduction by E. H. Gombrich. 2 vols. Harmondsworth, Middlesex: Penguin, 1970
- The History of Warburg’s Library. In: Gombrich, Aby Warburg. 2nd ed. Oxford: Phaidon Press, 1986. Рp.   325—338
- Gebärde, Form, Ausdruck, vorgestellt von Pablo Schneider. Zürich-Berlin: diaphanes, 2010. ISBN 978-3-03734-131-5
- English sculpture of the 12th century. 1954
- Lectures. 1957
- Ausreiten der Ecken. Die Aby Warburg — Fritz Saxl Korrespondenz 1910 bis 1919. Hrsg. von Dorothea McEwan. München, 1998. ISBN 3-930802-79-1
- Wanderstrassen der Kultur. Die Aby Warburg — Fritz Saxl Korrespondenz 1920 bis 1929. Hrsg. von Dorothea McEwan. München, 2004. ISBN 3-935549-85-7